# Императорска крипта (Капуцинеркирхе)
Императорската крипта (на немски: Kaisergruft), или Капуцинергруфт (Kapuzinergruft – „крипта на капуцините“), е крипта в църквата „Света Богородица на ангелите“ във Виена, позната също като Капуцинеркирхе, където са погребани императорите на Свещената Римска империя, Австрийската империя и Австро-Унгария и членове на техните семейства от династията Хабсбурги.
Първите погребани в гробницата са основателката на Капуцинеркирхе императрица Анна Тиролска и нейният мъж император Матиас. Те умират съответно през 1618 и 1619 година, а след завършването на строителството и освещаването на църквата през 1633 година техните саркофази са пренесени в „криптата на основателите“.
Така през 1633 година останките на император Матиас са пренесени в Капуцинеркирхеи той става първият император, погребан в Императорска крипта.
- Саркофази в криптата
- Украса на саркофага на Карл VI, починал 1740 година: изкуствен череп, увенчан с корона на империята
- Саркофагът на Мария-Терезия